# Иные нынче времена (фильм)
«Иные нынче времена» — комедийный художественный фильм режиссёра Михаила Чиаурели, снятый на киностудии «Грузия-фильм» в 1965 году.
Художник-постановщик Серапион Вацадзе.
Фильм снят по одноимённой пьесе Авксентия Цагарели. Последняя работа Михаила Чиаурели.

## Сюжет
1861 год, Тифлис. Только что на городской площади было объявлено о том, что в Российской империи отменено крепостное право.
Молодой ремесленник Гогиа (Георгий Шенгелая) влюбляется в простую крестьянку Тасиа (Софико Чиаурели). Счастливы молодые, счастливы их друзья и соседи, но старый князь хочет взять Тасию себе в жёны.

## В ролях
- Софико Чиаурели — Тасия
- Георгий Шенгелая — Гогия
- Акакий Хорава — Гижуа
- Василий Годзиашвили — Аветик
- Верико Анджапаридзе — княгиня
- Вахтанг Нинуа — князь
- Сергей Мартинсон — князь Борис
- Кахи Кавсадзе — князь
- Екатерина Верулашвили
- Арчил Гомиашвили — Костая
- Мария Давиташвили
- Котэ Даушвили
- Акакий Кванталиани — Лазарь
- Эдишер Магалашвили
- Котэ Толорая
- Нина Чхеидзе — княгиня
- Эммануил Апхаидзе
- Автандил Верулеишвили
- Дмитрий Кипиани — князь
- Парсман Сонгулашвили — Моурави
- Гиви Тохадзе